# Tidevarvet
Tidevarvet var en svensk veckotidning. Den utgavs i Stockholm mellan 1923 och 1936, inledningsvis med koppling till Frisinnade kvinnors riksförbund. Flera kända kvinnliga personligheter i kulturlivet bidrog regelbundet med artiklar och kåserier, däribland Elin Wägner, Kerstin Hesselgren, Hagar Olsson och Carin (Casan) Hermelin.
Tidningen har beskrivits som en politisk-kulturell veckotidning, och de sista fyra åren löd undertiteln "radikal, politisk veckotidning". Återkommande ämnen rörde litteratur, kultur och olika samhällsfrågor, som exempelvis abort, prostitution och äktenskapslagstiftning.

## Historik

### Bakgrund och syfte
Det första numret utkom i november 1923. Det inledande syftet var som "en mötesplats, en arena, där män och kvinnor jämbördigt strida för en liberal åskådning och söka nå fram till dess tillämpning i samhällsliv och lagstiftning".
Utgivaren Frisinnade kvinnors riksförbund hade bildats 1920, med rötter till 1914 och kopplingar till liberala samlingspartiet. Däremot ville man som en gruppering av samhällsengagerade kvinnor står självständiga från partiet och fungera som språkrör för en liberal-radikal kvinnoopinion. Bildandet av tidningen var förorsakad av striderna mellan tidens två stora liberala partier – Frisinnade folkpartiet som strävade emot förbud mot rusdrycker och Sveriges liberala parti som motsatte sig ett förbud. Tanken var att den nyligen vunna kvinnliga rösträtten var början på en ny tid, där kvinnligt inflytande kunde samlas i ett kvinnligt medborgarskap.
Flera av grundarna var desamma som i den så kallade Fogelstadgruppen, som 1925 grundade Kvinnliga Medborgarskolan vid Fogelstad. Dessutom ingick under tidningens hela existens Andrea Andreen och Eva Andén. Idén att starta en tidning kom från Elin Wägner.
Grundarna ville inte att Tidevarvet skulle ses som en "kvinnotidning", utan man skrev i det första numret: 
"Vilka områden ämnar Tidevarvet söka draga inom sin intressesfär? Vi räkna icke upp dem, ty vi eftersträva icke uppdelningen i områden. Strängt taget finnes det icke en från mannens skild kvinnans värld, lika litet som en från politikens och samhällets skild litteraturens, konstens, dramatikens, religionens eller spekulationens värld."
Den radikala stilen hos Tidevarvet lockade inte alla. Exempelvis sade Ellen Key redan efter det första året upp sin prenumerationen på tidningen, eftersom hon tyckte den var för elitistisk och trist. Samma åsikt hade Lisen Bonnier förläggarfamiljen Bonnier, vars förlagskoncern har många damtidningar i produktion.

### Ledning och drift
Den första chefredaktören var Ellen Hagen, rösträttskvinna utan erfarenhet av publicistik. Elin Wägner hade tackat nej till redaktörskapet, med skälet att hon befann sig i Lund och var upptagen med skrivandet av en roman. Wägner var dock inblandad i redaktionen på distans, och under perioden 1924 till 1927 fungerade hon dock som chefredaktör; flera av hennes egna noveller trycktes som följetonger i tidningen. Wägners texter var ofta "före sin tid", med utvecklad kritik mot resursslöseriet inom industrialismen redan 1924. Vid denna tid rådde en feber i både Europa och USA över den nya tidens resurs – råoljan.

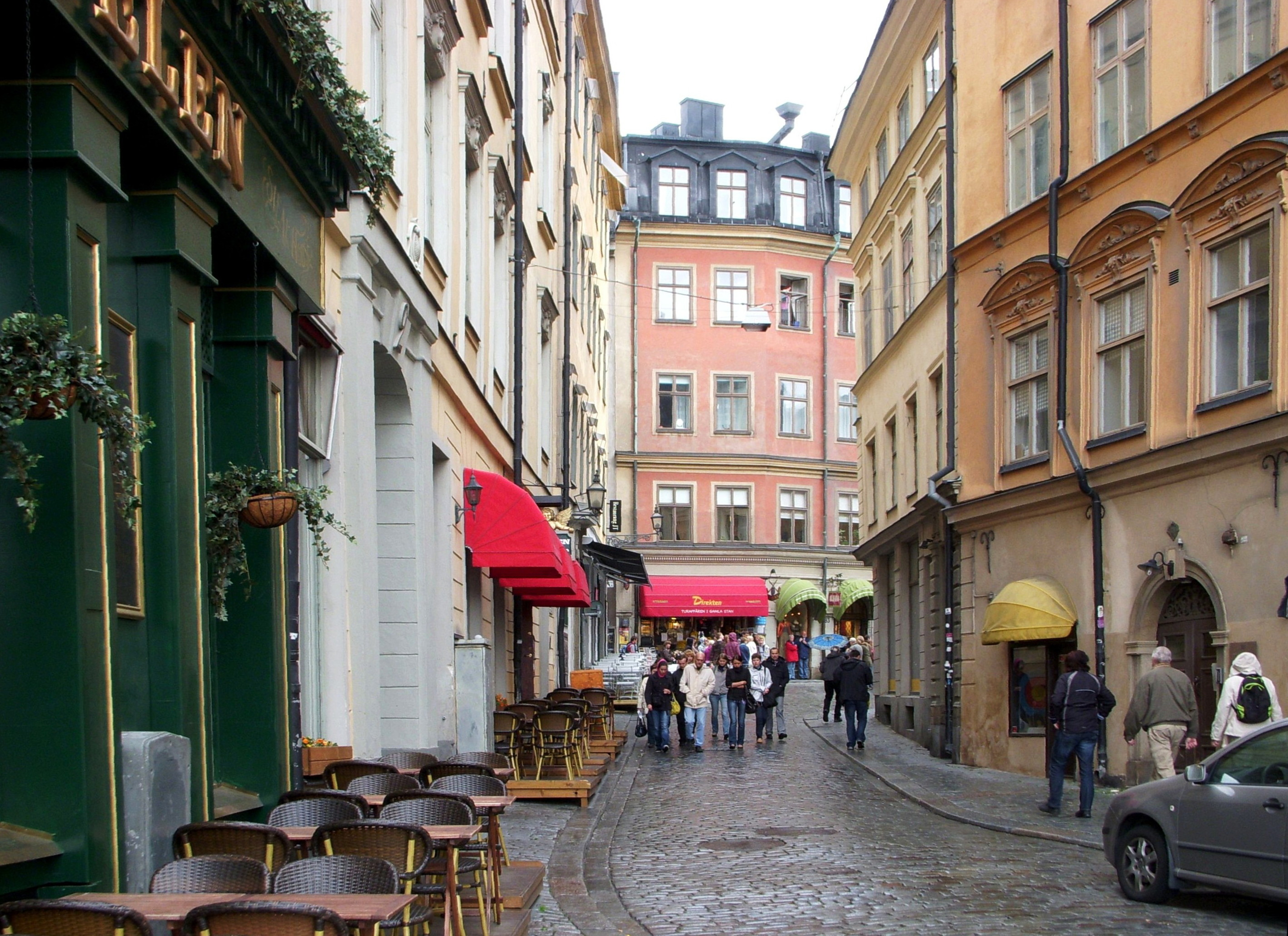
Redaktionen för tidningen var belägen på Triewaldsgränd 2 (till vänster på fotot) i Gamla stan i Stockholm.

Under Wägners tid gjorde författaren Moa Martinson sin debut i tidningen. Ansvarig utgivare var läkaren Ada Nilsson, och tidningens lokaler låg vägg i vägg med hennes bostad under åren 1912–1952 på Triewaldsgränd 2 i Gamla stan i Stockholm. Ada Nilsson benämnde själv redaktionslokalerna som "De Fem Fronternas Hus", där man stred för kvinnorna, freden, jorden, befolkningen och liberalismen. Där drev Nilsson även en läkarmottagning.
Wägner efterträddes som chefredaktör år 1927 av Hermelins halvsyster Carin (Casan) Hermelin. Hon stannade fram till tidningens nedläggning 1936.

### 1930-talet
Från och med nummer 49/50 1932 placerades devisen "Radikal, politisk veckotidning" intill tidningshuvudet.
Tidningen lades ned 1936 då de inte längre hade ekonomiska förutsättningar för att driva den vidare. Vid denna tid hade många av tidningsledningens viktiga frågor blivit rikspolitik.
Tidevarvet hade cirka 3 000 prenumeranter, en nivå som överskrider det mesta av kulturtidskrifter på 2000-talet.

## Politik och innehåll
Tidevarvet tog ofta ställning i både nationella och internationella politiska frågor utifrån ett feministiskt perspektiv. Tidningen rapporterade återkommande om rösträttsrörelsen i andra länder och debatten kring kvinnors villkor och medborgarskap. Inledningsvis var tidningen tänkt att fungera som språkrör för FKR, men tidningen markerade successivt tydligt sin självständighet. Till slut kom FKR att ta avstånd från tidningen med utgångspunkt i dess värderingar.
Tidningen hade ett starkt engagemang för fred. De skrev om internationella politiska debatter, och både nazismen och stalinismen fördömdes av flera skribenter. I flera artiklar uppmärksammades den politiska utvecklingen i Nazityskland, särskilt ur ett kvinnoperspektiv. De reagerade mot nazismens uppfattning av den "ariska" kvinnan och gav i flera artiklar konkreta exempel på hur tyska kvinnors situation på arbetsmarknaden försvagades av nazismens ideologi. Arvid Brenners krönikor från Berlin under 1930-talet har stort värde för förståelsen av tystandet av kultur och akademi i det nazistiska Tyskland.
Andra hjärtefrågor för tidningen var "folkhälsan", vilket siktade mot en bättre mödra- och spädbarnsvård, sexualupplysning, reformering av lagarna kring preventivmedel och abort, en lag kring sterilisering och bättre bostäder. Befolkningsfrågan drevs på tidningen främst av Ada Nilsson, och ämnen som rashygien, lösdriveri och vanart (inklusive prostitution) ägnades löpande stort utrymme i tidningen.
Bland tidningens skribenter fanns kända namn som Klara Johanson, Mia Leche-Löfgren, Frida Stéenhoff, Alexandra Kollontay, Moa Martinson, Hagar Olsson och Alva Myrdal. Advokaten Eva Andén skrev om lagstiftning.

## Betydelse
Tidningen Tidevarvet var under mellankrigstiden på flera sätt före sin tid, med sin blandning av radikala och liberala röster.

## Redaktion och utgivning[1]
Redaktion
- 1923–1924: Elin Wägner
- 1924–1925: Ellen Hagen, Elin Wägner
- 1925–1927: Elin Wägner
- 1928–1930: Elin Wägner, Elisabeth Tamm, Honorine Hermelin
- 1930–1936: Carin Hermelin

Utgivare
- 1923–1924: Ellen Hagen
- 1928–1930: Ada Nilsson

Ansvarig utgivare
- 1930–1936: Ada Nilsson